# Cristian Medina
Cristian Nicolás Medina (* 1. Juni 2002 in Moreno) ist ein argentinischer Fußballspieler.

## Karriere

### Verein
Von der U20 der Boca Juniors ging Medina im Sommer 2019 in die zweite Mannschaft über und wurde Anfang September 2020 Teil des Kaders der ersten Mannschaft. Mit dieser wurde er jeweils einmal nationaler Meister, Supercup-Gewinner, nationaler Pokalsieger und zwei Mal Ligapokalgewinner.
Seit Anfang 2025 trägt er das Trikot von Estudiantes La Plata.

### Nationalmannschaft
Nachdem Medina im Verlauf des Jahres 2018 für die argentinische U16 ein paar Partien bestritten hatte, ging er in die U17 über. Mit dieser nahm er an der Südamerikameisterschaft 2019 teil, bei sein Team aufgrund des besseren Torverhältnisses gegenüber Chile den ersten Platz belegte. Danach war er auch in Argentiniens Kader bei der Weltmeisterschaft 2019, bei der er mit seinen Mitspielern das Achtelfinale erreichte.
Im Oktober 2023 wurde er erstmals für die U23 für die Vorbereitung vor dem Qualifikationsturnier für Olympia nominiert und kam ein Mal zum Einsatz. Bei dem Turnier selbst lief er in fast jeder Partie seines Teams auf und gab eine Torvorlage. Am Ende landete er mit seinem Team auf dem zweiten Platz der Endgruppe und qualifizierte sich so für die Olympischen Sommerspiele in Paris.